# اچ‌ام‌اس رنوین (اس۲۶)
اچ‌ام‌اس رنوین (اس۲۶) (به انگلیسی: HMS Renown (S26)) یک زیردریایی است که طول آن ۴۲۵ فوت (۱۳۰ متر) می‌باشد. این زیردریایی در سال ۱۹۶۷ ساخته شد.